# أبراج ألماتي
أبراج ألماتي المعروفة سابقًا باسم أبراج رهط (بالإنجليزية: Rahat Towers)‏ هو مجمع تجاري متعدد الوظائف في ألماتي ، كازاخستان . بني كإضافة إلى فندق الخمس نجوم «حياة ريجنسي - Hyatt Regency» مع اسمه السابق رهط بالاس ، ويستخدم كمكاتب ومركز تسوق وترفيه يقع في الطابق الأول. يبلغ ارتفاعه 100 متر و 25 طابقًا ويبلغ ارتفاعه نفس ارتفاع فندق كازاخستان . ميزة مثيرة للاهتمام في المبنى هي مصابيح LED الخاصة التي تضيء في الليل.
بعد سقوط رخات علييف ، نجل نور سلطان نزارباييف السابق في حالة من العار وهرب من البلاد ، تم تغيير اسم البرج إلى أبراج ألماتي.
في نوفمبر 2011 ، قادت بورصة كازاخستان في البرج الشمالي للمجمع.  

## المعرض

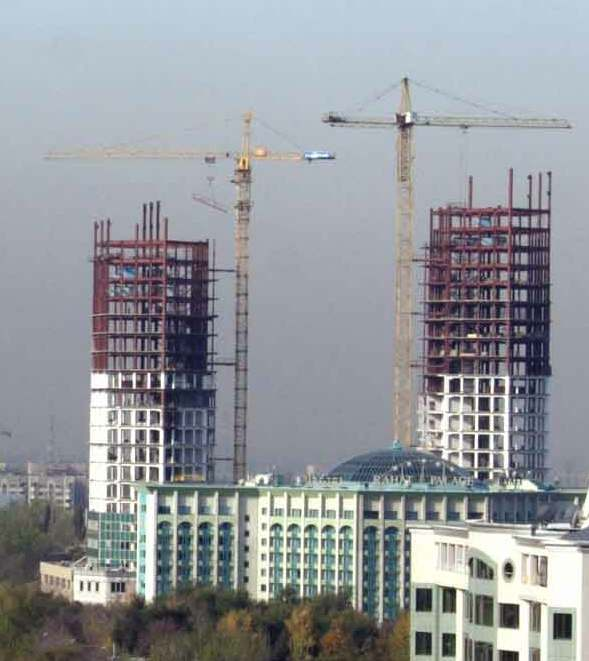
ابراج قيد الانشاء ، 2006.
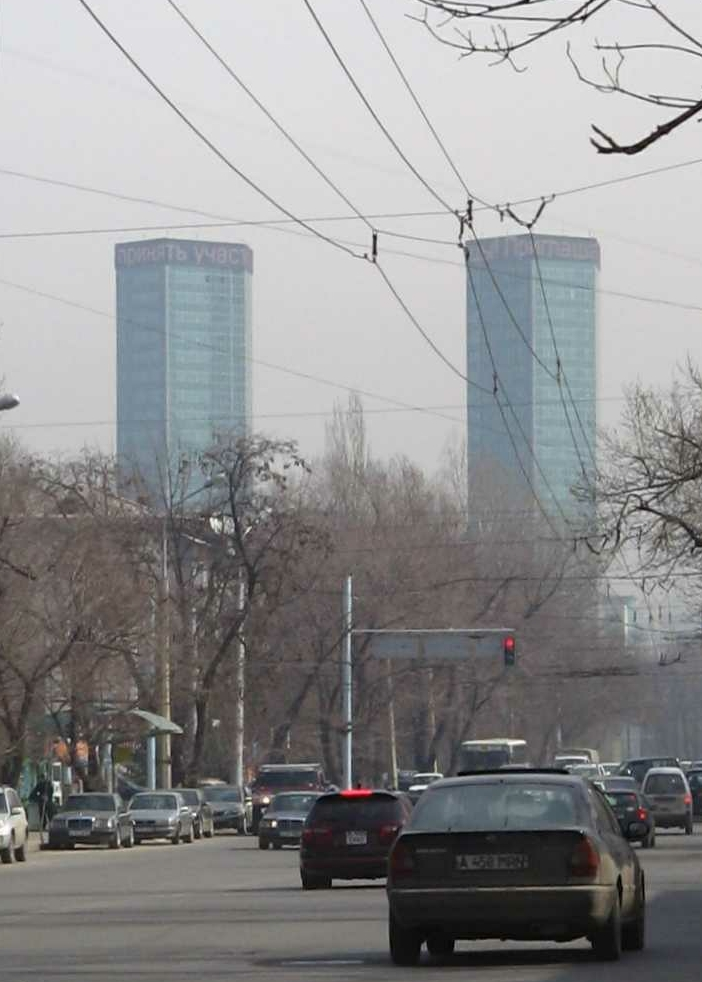
منظر البرجين ، مارس 2009.
- أبراج إنارة الواجهات ليلاً.